# مفطورة زلالية
مفطورة زلالية (بالإنجليزية: Mycoplasma synoviae)‏ هي نوع من البكتيريا، سلبية الغرام، تتبع المفطورة.